# Bắn chéo

Bắn chéo

Bắn chéo (tiếng Anh: crossfire hay interlocking fire), là một thuật ngữ quân sự chỉ việc bố trí vũ khí (thường vũ khí tự động như súng trường tấn công hoặc các loại súng máy) và tác chiến bắn chồng chéo hỏa lực. Chiến thuật này đã trở nên nổi bật trong Thế chiến thứ nhất.
Bố trí vũ khí theo cách này là một ví dụ về việc áp dụng nguyên tắc phòng thủ hỗ trợ lẫn nhau. Ưu điểm của việc bố trí vũ khí hỗ trợ lẫn nhau là rất khó để kẻ tấn công tìm được cách tiếp cận bất kỳ vị trí phòng thủ nào. Sử dụng áo giáp, hỗ trợ trên không, hỗ trợ hỏa lực gián tiếp và tàng hình là những chiến thuật có thể được sử dụng để tấn công vị trí phòng thủ. Tuy nhiên, khi kết hợp với mìn trên mặt đất, bắn tỉa, dây thép gai và hỗ trợ của không quân, bắn chéo trở thành một chiến thuật khó đối phó vào đầu thế kỷ 20.

## Chiến tranh chiến hào
Chiến thuật sử dụng các vòng hỏa lực chồng chéo đã trở nên nổi bật trong Thế chiến I, là một tính năng của chiến tranh chiến hào. Súng máy được đặt trong các nhóm được gọi là tổ súng máy, chúng bảo vệ mặt trước của chiến hào. Nhiều sinh mạng đã bị mất trong những nỗ lực vô ích khi tổ chức tấn công xung phong ngang qua các vị trí phòng thủ bắn chéo.

## Vướng vào cuộc bắn chéo
Bị "vướng vào cuộc bắn chéo" là một thành ngữ thường đề cập đến thương vong ngoài ý muốn (lực lượng ngoài cuộc, v.v.), họ bị giết hoặc bị thương do tiếp xúc với cuộc đấu súng, chẳng hạn như ở một vị trí bị tấn công bởi cả hai bên. Cụm từ này chỉ bất kỳ thương tích, thiệt hại hoặc tổn hại (vật chất hoặc mặt khác) gây ra cho bên thứ ba do hành động của hai bên đánh nhau.